# Канкузо (провинция)
Канкузо е една от 18-те провинции на Бурунди. Намира се в източната част на страната и обхваща територия от 1965 km2. Столица е едноименният град Канкузо. Това е най-слабо населената провинция на Бурунди.

## Общини
Провинция Канкузо включва пет общини, всяка ръководена от 25-членен съвет:
- община Канкузо
- община Чендаджуру
- община Гисагара
- община Кигамба
- община Мишиха